# Nagel-Séez-Mesnil
Nagel-Séez-Mesnil è un comune francese di 337 abitanti situato nel dipartimento dell'Eure nella regione della Normandia.

## Società

### Evoluzione demografica
Abitanti censiti